# Catherine Isabella Barmby
Catherine Isabella Barmby, pseudonyme « Kate », née en  1816 ou 1817 et décédée le 26 décembre 1853 à Topsham, est une socialiste utopiste et écrivaine britannique, engagée pour l'émancipation des femmes et, plus particulièrement leur droit de vote. Elle publie des articles dans ce sens dans la revue New Moral World (en). Elle a aussi des convictions millénaristes (croyance au retour du Messie) et est une personnalité éminente de l’Église communiste.

## Biographie
Catherine Isabella Watkins est née en 1816 ou 1817 dans une famille de a classe moyenne. Elle est la deuxième fille de Bridstock Watkins. On sait peu de choses sur sa jeunesse ou son éducation, mais son instruction lui permet de devenir écrivaine et conférencière. 
Catherine Watkins est publiée pour la première fois dans le New Moral World en 1835 sous le nom de plume « Kate ». Le New Moral World est le journal officiel du mouvement socialiste utopique owéniste. Il paraît pour la première fois en décembre 1834 après que son prédécesseur The Pioneer ait cessé de paraître en juillet 1834. Elle écrit pour ce journal pendant plus de cinq ans,. 
Dans ses articles pour le New Moral World, Catherine Watkins aborde les revendications féministes et les préoccupations générales du socialisme utopique et féministe, comme l'accès limité des femmes à l'emploi et le danger que la propriété privée représente pour la vie de famille, ainsi que des explications et des réflexions sur les vues de Robert Owen. Elle critique les militants du Chartisme qui limitent leur combat au Suffrage universel masculin. Ceux-ci font en effet profil bas sur les questions d'égalité entre le sexes et de liberté des femmes., alors que, de son côté, elle est convaincue que l'égalité entre les deux sexes est une composante cruciale de la réforme politiqu et sociale,.
Le 6 février 1836, elle publie l'article The Religion of the Millennium (La religion du millénaire), qui reflète ses convictions sur le retour du Messie (millénarisme, elle annonce une foi socialiste future fondée sur « la pureté morale et la liberté morale » avec « un amour et une pratique indéfectibles de la vérité ». Elle évoque également la figure d'un Messie féminin émancipé qui mettrait fin à l'oppression fondée sur le sexe. 
Dans The Demand for the Emancipation of Women (1843) elle se positionne pour la réforme vestimentaire et affirme « La femme est esclave des institutions politiques mais aussi serve des règles sociales : les coutumes, notamment vestimentaires, la tyrannisent. Il faut un nouvel habit pour la “femme libre" ».
Catherine Watkins épouse le penseur socialiste utopique Goodwyn Barmby en 1841 à Marylebone à Londres. Ils ont deux enfants, Moreville Watkyns Barmby né 1844 et Maria Julia Barmby née en 1846. Goodwyn Barmby lance la Central Communist Propaganda Society, Société centrale de propagande communiste, qui devient l' Église communiste en 1844. Catherine Barmby elle-même en devient une figure centrale,,. 
Goodwyn et Catherine Barmby font souvent référence à Percy Shelley dans leurs écrits. Selon Bouthaina Shaaban, ils ont des positions proches sur l'amour, le mariage et l'égalité entre les hommes et les femmes. Bouthaina Shaaban n'hésite pas à qualifier le couple de « féministes les plus engagés de leur époque ». 
Après la disparition de l'Église communiste, Catherine Barmby reprend ses écrits. Avec son mari, elle publie A Declaration of Social Reform (Une déclaration de réforme sociale), qui appelle à un « chartisme asexué » et exige que la Charte du peuple de 1838 inclue le droit de vote pour les femmes. Son texte de 1843, The Demand for the Emancipation of Women, Politically and Socially (La demande d'émancipation des femmes, politiquement et socialement) est un des premiers ouvrages à défendre le droit de vote des femmes. Elle tente également de créer un journal ou un magazine féministe indépendant, mais meurt avant que cela ne puisse se concrétiser. 
Catherine Barmby décède d'asthme et de tuberculose le 26 décembre 1853 à Bridge Hill, Topsham dans le Devon.

## Publications
- (en) Mike Sanders, Women and Radicalism in the Nineteenth Century: Specific controversies, Taylor & Francis, 2001, 1528 p. (lire en ligne), contient le texte des articles de Catherine Barmby publiés dans A new World de 1835à 1840
- (en) The Demand for the Emancipation of Woman, Politically and Socially, Routledge / Thoemmes Press (réimpr. 1993), 19 p.